# Тан Цзясюань
Тан Цзясюань (кит.: 唐家璇) (1938, Чженьцзян, Цзянсу, Республіка Китай) — китайський державний діяч, дипломат.

## Біографія
Народився 17 січня 1938 в місті Чженьцзян, Цзянсу, Республіка Китай.
У 1958 закінчив Фуданський університет, філологічний факультет, англійська мова.
У 1962 закінчив Пекінський університет, факультет східних мов, японська мова.
З 1973 — член Комуністичної партії Китаю.
З 17 березня 1998 по 17 березня 2003 — міністр закордонних справ КНР.